# Schindler House

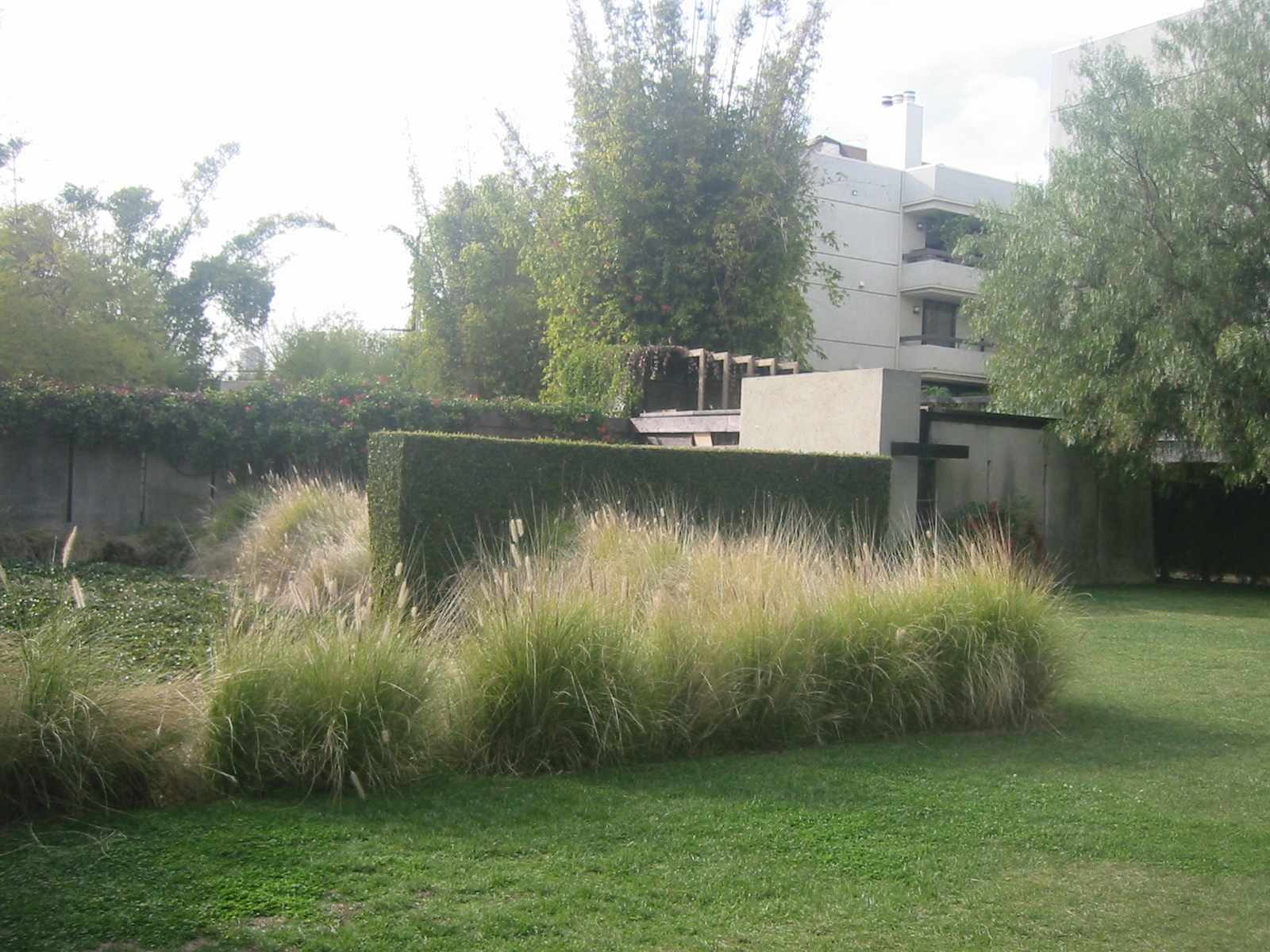
Het Schindler House, West Hollywood (1922)

Het Schindler House, ook bekend als het Kings Road House of het Schindler-Chace House, is een woning in West Hollywood (Californië) ontworpen door architect Rudolph Schindler in 1922. Het Schindler House wordt beschouwd als de eerste woning die gebouwd werd volgens de principes van het Amerikaanse modernisme.
Het Schindler House heeft een stempel gedrukt op de geschiedenis van de residentiële architectuur omwille van wat het niet heeft: er zijn geen afgebakende woonkamer, eetkamer of slaapkamers in de woning. Het bouwwerk is opgevat als een leef- en werkomgeving voor twee jonge gezinnen. De betonnen muren en de schuivende glazen panelen maakten inventief gebruik van industriële materialen, terwijl het open grondplan de buitenomgeving betrok bij het interieur. Voornamelijk de latere Californische architectuur werd danig beïnvloed door deze woning en de toegepaste principes.